# Utricularia vulgaris
L'erba vescica comune (Utricularia vulgaris L., 1753) è una pianta carnivora appartenente alla famiglia Lentibulariaceae.

## Descrizione

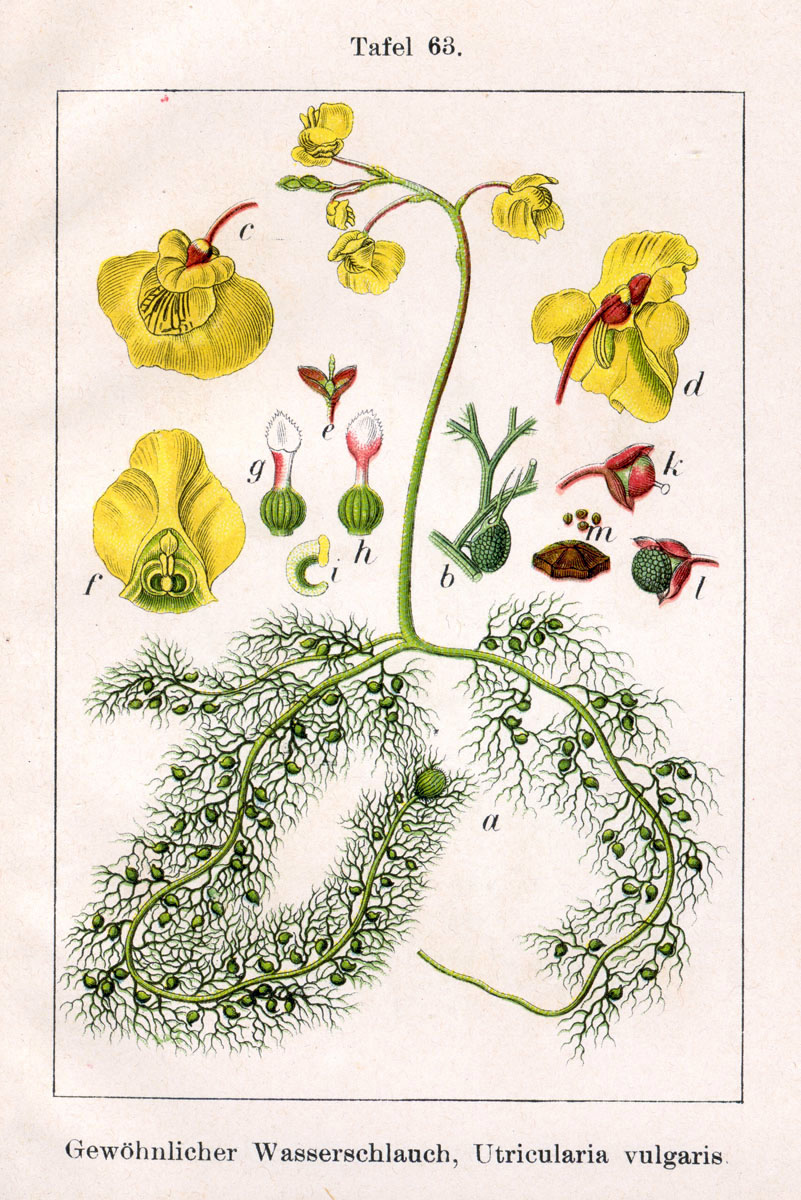
Illustrazione botanica

È una pianta acquatica perenne, non ancorata al fondo e priva di vere radici.
I suoi fusti sono ramificati e flessibili, lunghi fino a 2 metri.
Tra le foglie sono inserite numerosissime vescichette traslucide dette ascidi, che servono per catturare organismi acquatici di piccole dimensioni. Esse sono munite di una serie di setole e di peli assorbenti.

## Distribuzione e habitat
Si trova nelle zone temperato-fredde di Europa, Asia e Nord Africa, in acque stagnanti abbastanza profonde fino a 1000 m s.l.m.

## Usi
È usata in fitoterapia per le sue proprietà diuretiche e antinfiammatorie.